# Casal di Principe
Casal di Principe é uma comuna italiana da região da Campania, província de Caserta, com cerca de 19336 habitantes. Estende-se por uma área de 23 km², tendo uma densidade populacional de 841 hab/km². Faz fronteira com comunilimitrofi = San Cipriano d'Aversa.

## Demografia
| Variação demográfica do município entre 1861 e 2011                               |
|                                                                                   |
| Fonte: Istituto Nazionale di Statistica (ISTAT) - Elaboração gráfica da Wikipedia |